# Słaby
Słaby (forma żeńska: Słaby lub Słaba; liczba mnoga: Słabi lub Słabowie) – polskie nazwisko. Na początku lat 90. XX wieku w Polsce nosiły je 1815 osób.

## Znani przedstawiciele
- Ewa Słaby – profesor Instytutu Nauk Geologicznych Polskiej Akademii Nauk, Dyrektor w Ośrodku Badawczym w Warszawie;
- Jerzy Słaby – polski szachista (mistrz międzynarodowy od 2004) oraz pokerzysta,
- Józef Słaby – duchowny katolicki, zakonnik redeptorysta, misjonarz, biskup prałatury terytorialnej w Esquel w Argentynie,
- Józef Słaby – polski, rzymskokatolicki ksiądz diecezjalny, kapelan AK-owskiego oddziału Potoka,
- Kamil Słaby – zawodnik klubu piłkarskiego CWKS Resovia,
- Marek Tadeusz Słaby – prezes Zarządu Polskiej Fundacji Morskiej
- Mieczysław Słaby – lekarz, kapitan Wojska Polskiego II RP i major LWP, obrońca Westerplatte, ofiara represji UB. Odznaczony Orderem Virtuti Militari,
- Tadeusz Słaby – doktor praw, autor książek z dziedziny prawa oraz historii (m.in. Tuczemp), pomysłodawca i prowadzący program telewizyjny Pod Paragrafem emitowany w ogólnopolskiej telewizji kablowej Vectra,
- Teresa Słaby – profesor zwyczajny, doktor habilitowany Szkoły Głównej Handlowej  w Warszawie, Kierownik Zakładu Badań Zachowań Konsumentów tamże.